# Carlos Arroyo Robles
Carlos Arroyo Robles  (Barranquilla, Atlántico, Colombia; 4 de abril de 1996) es un futbolista colombiano que juega de centrocampista y actualmente está en el C. D. Estrella Roja de Araulí de la Liga de Ascenso de Honduras.

## Trayectoria

### Miami Dade F. C.
Debutó en un amistoso contra Uniautónoma F. C. en el Estadio Metropolitano Roberto Meléndez el 5 de julio de 2015, entrando al minuto 41 del segundo tiempo por Ackerman. El partido finalizó a favor del conjunto universitario 4-0 con goles de Cristian Mejia, Nelino Tapia y un doblete de Víctor Cortés.

### Real Cartagena
Hizo parte de la sub-20 del club y fue llevado a la de mayores por el técnico Hubert Bodhert al equipo principal debutando un 2 de noviembre de 2015 en la fecha 32 de la primera B colombiana 2015 contra el América de Cali en el Olímpico Jaime Morón León entrando a finales del segundo tiempo por Yainer Acevedo. El encuentro terminó 1-2 a favor de la mechita, que comenzaría perdiendo con un gol de Geisson Perea al minuto 55 y después remontaría con goles de Feiver Mercado al minuto 74 y en la recta final conseguiría el gol de la victoria por parte de Cristian Lasso al minuto 83 sentenciando el partido. Ambos equipos clasificaron a los cuadrangulares finales donde se volverían a enfrentar pero ninguno logró ascender ese año.
Debutó como titular el 9 de marzo de 2016 en Copa Colombia 2016. El partido fue frente a Jaguares Fútbol Club S. A. en el Municipal de Montería y salió sustituido al minuto 59 por Roime Palacios. El encuentro terminó en triunfo 0-1 por parte del conjunto heroico con gol de Parra Cadena al minuto 24.

### Estrella Roja de Araulí
Debutó el 20 de julio de 2017 en la victoria 3-0 frente a C. D. Olimpia.

## Clubes
| Club                    | País           | Temporadas  |
| ----------------------- | -------------- | ----------- |
| Miami Dade FC           | Estados Unidos | 2015        |
| Real Cartagena          | Colombia       | 2015        |
| Sevilla Fútbol Club "C" | España         | 2015 - 2016 |
| Estrella Roja de Araulí | Honduras       | 2017        |